# Hexenbodenbahn
Die Hexenbodenbahn in Zürs (Baujahr 2005) ist eine 6er Hochgeschwindigkeits-Sesselbahn mit Abdeckhaube und Sitzheizung. Sie ersetzte einen gleichnamigen Dreier-Sesselift, nachdem dieser für den Besucherandrang eine zu kleine Kapazität hatte. Dieser Skilift ist nur für den Winterbetrieb geöffnet. Die Talstation (1715 m ü. A.) befindet sich recht zentral im Skidorf Zürs. Ihre Bergstation (2246 m ü. A.) befindet sich auf dem Hexenboden.

## Technische Daten
- Hersteller: Doppelmayr
- Förderleistung:  2409 Personen pro Stunde
- Schräge Länge: 1601 Meter
- Höhenunterschied: 531 Meter
- Geschwindigkeit: 5 Meter pro Sekunde[1]